# 松沼博久
松沼 博久（まつぬま ひろひさ、1952年9月29日 - ）は、東京都墨田区出身の元プロ野球選手（投手）。野球解説者。
日本プロ野球OBクラブ副理事長も務めている。
弟は、元西武投手の松沼雅之。西武在籍当時、博久は「松沼兄」雅之は「松沼弟」と呼ばれていた。通称「アニヤン」。

## 来歴

### プロ入りまで
4人兄弟の三男。東京都墨田区から千葉県流山市に転居。中学校の野球部の先輩が進学していたこともあり、茨城県の取手二高に進学。1969年秋季関東大会県予選準々決勝に進むが、磯原高に敗退。
高校卒業後は東洋大学に入学。後に西武でチームメイトになる同期の市村則紀と、投手の二本柱として活躍した。しかし東都大学野球リーグでは駒大、中大に阻まれてリーグ初優勝には届かず、1973年秋季リーグから3季連続で2位に甘んじる（卒業後の1975年春の2位を含めると4季連続）。4年生の1974年秋季リーグは全試合に登板し、8勝5敗の成績を残した。リーグ通算60試合登板し、22勝13敗、防御率2.40、203奪三振。
1975年に東洋大卒業後、社会人野球の東京ガスに入社。1978年の都市対抗野球では、1回戦で丸善石油から毎回の17三振を奪い、平松政次の持つ大会記録（16奪三振）を塗り替える。また7連続奪三振の大会記録も樹立した。これらの記録はいずれも未だ塗り替えられていない。同年の日本選手権では4勝をあげ決勝に進出するが、北海道拓殖銀行に0-1で惜敗した。この大会では敢闘賞を獲得し、同年の社会人ベストナインにも選出されている。

### 現役時代
1978年オフのドラフト外で、弟の雅之（東洋大）と同時に西武ライオンズへ入団。担当スカウトは毒島章一。
1979年は、小柄ながらアンダースローから繰り出される独特のボールを武器に、チーム最多の16勝を挙げ、新人王に輝いた。同年はライオンズが福岡から所沢に移転した最初の年であったが、チームは最下位に沈み、開幕から2つの引き分けを挟む12連敗を記録する。この連敗を止め、所沢での初勝利を挙げたのはこの松沼であった。
翌年以降も先発投手として活躍し、広岡達朗が監督に就任した1982年には10勝を挙げリーグ優勝に貢献。同年から4年連続で2桁勝利を記録している。中日との日本シリーズでも2試合に先発し、1958年以来の日本一に力添えした。
1983年は12勝を挙げ、チームは2年連続のリーグ優勝。巨人との日本シリーズでは3試合に先発。第1戦では江川卓に投げ勝ち、自身の日本シリーズ初勝利を飾る。
1988年、中日との日本シリーズは最終第5戦の延長10回から登板。延長11回裏、伊東勤のサヨナラ安打で勝利投手となった。通算6回の日本シリーズに登板、主に先発で3勝2敗を記録している。
1986年頃から、後にトレードマークとなる口ひげを蓄えるようになった。
1990年限りで引退。川崎球場でのロッテオリオンズとのレギュラーシーズン最終戦が引退試合となったが、相手チーム先発の村田兆治もこの試合限りでの引退を表明している。

### 解説者、指導者として
引退後はフジテレビ・ニッポン放送野球解説者（1991年 - 1994年）、『プロ野球ニュース』週末キャスター（1993年）を務めた。
1995年には西武時代の監督広岡達朗がGMを務める千葉ロッテマリーンズ一軍ブルペンコーチに就任。
1996年から1997年は二軍投手コーチ。
1998年は再び一軍ブルペンコーチを務めた。しかし、12連敗（最終的には18連敗）の責任を取らされる形でシーズン途中に解任となった中村稔の後任で、シーズン終了後まで一軍投手コーチを務めた。「なぜ18も負けたのか。どこで勝てなかったのか」と自問自答を繰り返して連敗中は食事も喉を通らず不眠症の日々だった。
1999年は二軍投手コーチを務め、同年退団。
退団後はテレビ朝日・テレビ埼玉・文化放送野球解説者（2000年 - 2001年）を経て、2002年からは監督・伊原春樹の要請で古巣・西武に一軍投手コーチとして復帰。ルーキー年から3年連続リーグ最多勝で投手陣の柱だった松坂大輔について「特別な存在なだけ厄介でした。ちょっと厳しい練習をすると足の張りなどを訴えます。他の投手が同じメニューを一生懸命こなすのに松坂は軽くなる、当然コーチとしては伊原監督にその旨を訴えますが『松坂はほっといていい』と言われ困った事態になりました。」と述べている。
2003年7月17日、投手陣不振の責任（チーム防御率4.28）を取らされる形で、弟である雅之と一・二軍の入れ替えが行われた。球団代表の小野賢二は「前半戦の投手陣のふがいなさ含めて松沼博久コーチに一切の責任を取ってもらった。現場ではなく、フロントが決断した」と発言。事実上の更迭となり、同年限りで兄弟共に退団。
その後はJ SPORTS解説者を務めながら2006年より茨城ゴールデンゴールズ投手コーチ、2009年からは同チームヘッドコーチを務めた。
2010年に監督の萩本欽一と同時に退団。また、プロ野球マスターズリーグの札幌アンビシャスに加入していた。
2012年よりテレ朝チャンネル野球解説者、2015年からは再び文化放送の野球解説者を務めている。

## 人物
- バッティングは左打であるが、転向は高校生の頃。大学時には打席で敬遠されるほどのセンスがあった（当時の東都大学リーグに指名打者制度はなく、投手も打席に立っていた）[4]。
- 弟の雅之とは非常に仲が良く、現役当時は自宅が隣同士であった。お互いの先発時には、大声を張り上げてベンチで応援していたという。現役引退後、同じ試合の解説を担当する際は、雅之を自身の車で家まで送るほどである[5]。
- 雅之と合わせ契約金1億5000万円という、ドラフト外としては破格の待遇でプロ入りした。交渉にあたり、雅之と「どうせなら吹っかけてみようか」と話していたら、西武球団が本当に出してきたので驚いたと、雅之は著書にて語っている。
  - 当時西武球団社長であった坂井保之によれば、博久は東京ガスに残留、雅之もプロ入りせず東京ガス入社と語った情報を西武球団側は巨人による囲い込みと判断。松沼兄弟専属担当スカウトに毒島章一を指名し、巨人との交渉が煮詰まった頃合いを見計らい毒島と戸田博之、根本陸夫監督が会食に誘い西武入団を決断させた。また、巨人は2人合わせ1億2000万の契約金を提示していたところ、西武は1億5000万円を提示したと記している[6]。
  - 一方で博久によれば、当初プロ入りする気はなく東京ガスで野球を続けるつもりだった。しかし、当時の東京ガス監督である江口昇が同時期にチームを辞めることになり、江口を師と仰ぎ慕っていた二人はプロ入りに気持ちが傾いたという。巨人については、長嶋茂雄とも実際に対面し入団を口説かれている。だが「（長嶋の）オーラが強すぎて入りづらい」と感じたこと、また雅之について「最初の1年は二軍」と言われたことで入団を躊躇った（二人が離れ離れになるのを嫌った）。一方の西武は、二人を最初から一軍で使う方針だったことから西武入りを決めたとしている[7]。
- 新人時代、野村克也と頻繁に先発バッテリーを組んでいた。時折、カウント3ボール2ストライクからボール球を要求され、フルカウントからウエストボールで三振を奪えるピッチャーが本当のプロだと学んだという。
- 西武コーチ時代、松坂大輔との確執があったとされている（松坂本人が雑誌『Sports Graphic Number』誌上で語った）。
- 現役終盤に差し掛かったプロ入り8年目のころに、トレードマークとなる口髭を伸ばし始めた。きっかけは、当時の西武黄金時代のスター投手陣が揃うテレビ番組で、自身に注目を集めるため熟慮した結果である。その思惑は見事に当たり、現在も「髭のアニヤン」とファンから呼ばれ親しまれていることに、本人も髭を生やして良かったと語っている[注 3]。別番組では童顔を誤魔化し威厳を醸し出すために蓄えている。成績不振が続くと剃ることもあったが弟の雅之は気付かなかった。現役引退後は剃るつもりだったと語っている[8] 。
- 登場曲（当時西武球場に設置されていたビクトロンによる演奏）は「忍者ハットリくん」。引退まで同曲を貫いている。
- 2020年、肺腺がんのため47歳で亡くなった松島茂（文化放送アナウンサー）の弔辞を担当した。

## 詳細情報

### 年度別投手成績
| 年 度      | 球 団      | 登 板 | 先 発 | 完 投 | 完 封 | 無 四 球 | 勝 利 | 敗 戦 | セ 丨 ブ | ホ 丨 ル ド | 勝 率 | 打 者 | 投 球 回 | 被 安 打 | 被 本 塁 打 | 与 四 球 | 敬 遠 | 与 死 球 | 奪 三 振 | 暴 投 | ボ 丨 ク | 失 点 | 自 責 点 | 防 御 率 | W H I P |
| ---------- | ---------- | ----- | ----- | ----- | ----- | -------- | ----- | ----- | -------- | ----------- | ----- | ----- | -------- | -------- | ----------- | -------- | ----- | -------- | -------- | ----- | -------- | ----- | -------- | -------- | ------- |
| 1979       | 西武       | 34    | 29    | 10    | 0     | 0        | 16    | 10    | 0        | --          | .615  | 885   | 212.1    | 189      | 25          | 80       | 2     | 11       | 134      | 2     | 0        | 101   | 95       | 4.03     | 1.27    |
| 1980       | 西武       | 33    | 29    | 13    | 0     | 2        | 9     | 14    | 1        | --          | .391  | 852   | 202.2    | 188      | 36          | 58       | 3     | 11       | 139      | 1     | 0        | 97    | 89       | 3.95     | 1.21    |
| 1981       | 西武       | 23    | 20    | 7     | 0     | 2        | 5     | 13    | 0        | --          | .278  | 523   | 120.1    | 127      | 19          | 36       | 0     | 8        | 69       | 0     | 0        | 66    | 59       | 4.41     | 1.35    |
| 1982       | 西武       | 34    | 25    | 10    | 2     | 0        | 10    | 9     | 0        | --          | .526  | 705   | 180.2    | 130      | 20          | 36       | 3     | 9        | 152      | 0     | 0        | 61    | 57       | 2.84     | 0.92    |
| 1983       | 西武       | 23    | 22    | 3     | 0     | 0        | 12    | 6     | 0        | --          | .667  | 551   | 132.0    | 111      | 23          | 47       | 1     | 6        | 87       | 3     | 0        | 59    | 56       | 3.82     | 1.20    |
| 1984       | 西武       | 26    | 26    | 8     | 1     | 1        | 12    | 7     | 0        | --          | .632  | 644   | 154.0    | 138      | 13          | 47       | 1     | 10       | 90       | 0     | 0        | 78    | 71       | 4.15     | 1.20    |
| 1985       | 西武       | 27    | 26    | 8     | 1     | 0        | 14    | 6     | 0        | --          | .700  | 715   | 171.0    | 154      | 32          | 60       | 4     | 7        | 88       | 1     | 0        | 87    | 79       | 4.16     | 1.25    |
| 1986       | 西武       | 20    | 20    | 3     | 2     | 0        | 5     | 6     | 0        | --          | .455  | 414   | 94.1     | 94       | 13          | 36       | 4     | 9        | 40       | 0     | 0        | 63    | 56       | 5.34     | 1.38    |
| 1987       | 西武       | 15    | 14    | 2     | 0     | 0        | 8     | 5     | 0        | --          | .615  | 332   | 77.2     | 69       | 8           | 30       | 4     | 6        | 39       | 0     | 1        | 34    | 33       | 3.82     | 1.27    |
| 1988       | 西武       | 23    | 19    | 4     | 2     | 0        | 6     | 6     | 0        | --          | .500  | 481   | 113.2    | 107      | 16          | 34       | 9     | 8        | 48       | 2     | 0        | 61    | 54       | 4.28     | 1.24    |
| 1989       | 西武       | 24    | 23    | 8     | 1     | 0        | 11    | 5     | 0        | --          | .688  | 619   | 146.0    | 124      | 20          | 66       | 5     | 5        | 58       | 2     | 0        | 70    | 60       | 3.70     | 1.30    |
| 1990       | 西武       | 15    | 13    | 0     | 0     | 0        | 4     | 7     | 0        | --          | .364  | 266   | 57.1     | 65       | 7           | 26       | 1     | 4        | 31       | 1     | 0        | 40    | 35       | 5.49     | 1.59    |
| 通算：12年 | 通算：12年 | 297   | 266   | 76    | 9     | 5        | 112   | 94    | 1        | --          | .544  | 6987  | 1662.0   | 1496     | 232         | 556      | 37    | 94       | 975      | 12    | 1        | 817   | 744      | 4.03     | 1.23    |

### タイトル
- 最多奪三振：1回 （1982年） ※当時連盟表彰なし、パシフィック・リーグでは、1989年より表彰

### 表彰
- 新人王 （1979年）
- 月間MVP：1回 （1979年8月）

### 記録
初記録
- 初登板・初先発登板：1979年4月12日、対阪急ブレーブス前期3回戦（平和台球場）、5回4失点で敗戦投手
- 初勝利・初先発勝利：1979年4月24日、対南海ホークス前期1回戦（西武ライオンズ球場）、8回2失点 ※球団移転後初勝利
- 初完投勝利：1979年4月29日、対日本ハムファイターズ前期6回戦（後楽園球場）、9回2失点
- 初セーブ：1980年6月19日、対近鉄バファローズ前期13回戦（西武ライオンズ球場）、8回表から2番手で救援登板・完了、2回無失点
- 初完封勝利：1982年7月10日、対南海ホークス後期2回戦（西武ライオンズ球場）

その他の記録
- オールスターゲーム出場：5回 （1979年、1980年、1983年、1985年、1989年）

### 背番号
- 15 （1979年 - 1990年）
- 85 （1995年 - 1999年）
- 77 （2002年 - 2003年）

## 関連情報

### 主な出演

#### テレビ番組
現在の出演番組
- プロ野球完全中継 全力!ライオンズ（J SPORTS）・（テレ朝チャンネル2）→LIONS BASEBALL L!VE（フジテレビTWO。2017年 - ）
- 文化放送ライオンズナイター

過去の出演番組
- enjoy! Baseball - かつてフジテレビ解説者として出演していた中継の現行統一タイトル
- プロ野球ニュース
- ニッポン放送ショウアップナイター
- ゴールデンナイター・パワーアップナイター・プロ野球中継
- 文化放送ホームランナイター
- J SPORTS STADIUM
- シルシルミシルサンデー - VTR出演
- 水曜日のダウンタウン - VTR出演

#### MV
- がんばれ!Victory「ラリラリラ」（2015年9月2日）[9]